# Christian Tourret
Pour les articles homonymes, voir Tourret.
Christian Tourret (né le 20 septembre 1946 à Meudon) est un athlète français, spécialiste du saut en longueur.

## Biographie
Christian Tourret participe aux Jeux olympiques de 1972 à Munich où il est éliminé au stade des qualifications.
En 1970, il remporte le titre de champion de France du saut en longueur avec un bond de 7m72 . Son record en carrière s'établit à 8m09.
Il a un lien particulièrement étroit avec son neveu Thomas Tourret. Son autre neveu, Sylvain Tourret, qui est également son filleul, est un athlète renommé ayant obtenu le titre de vice-champion de Paris en saut à la perche.